# Glendo State Park

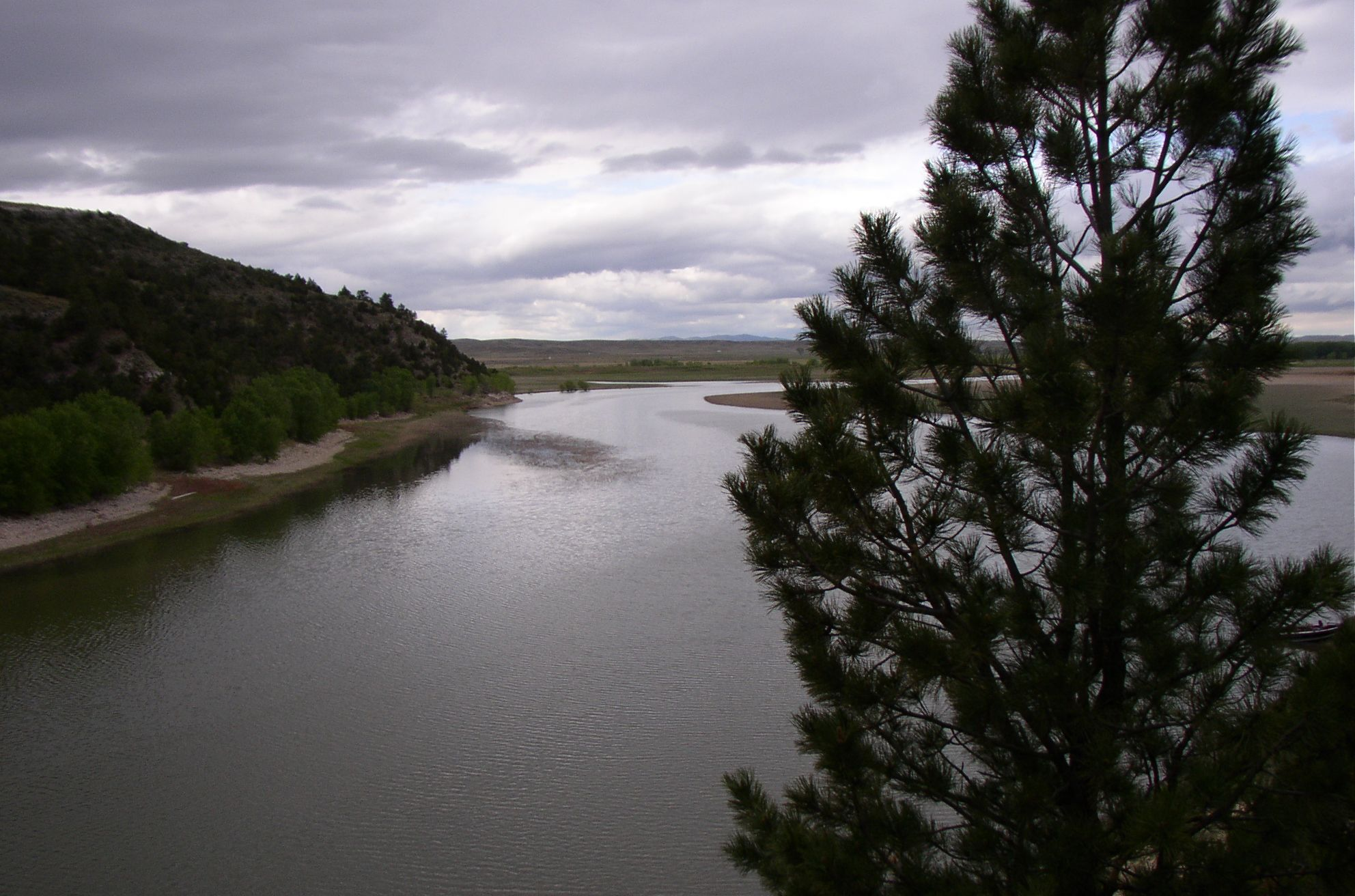
Glendo State Park und North Platte River, Blick Richtung Interstate 25

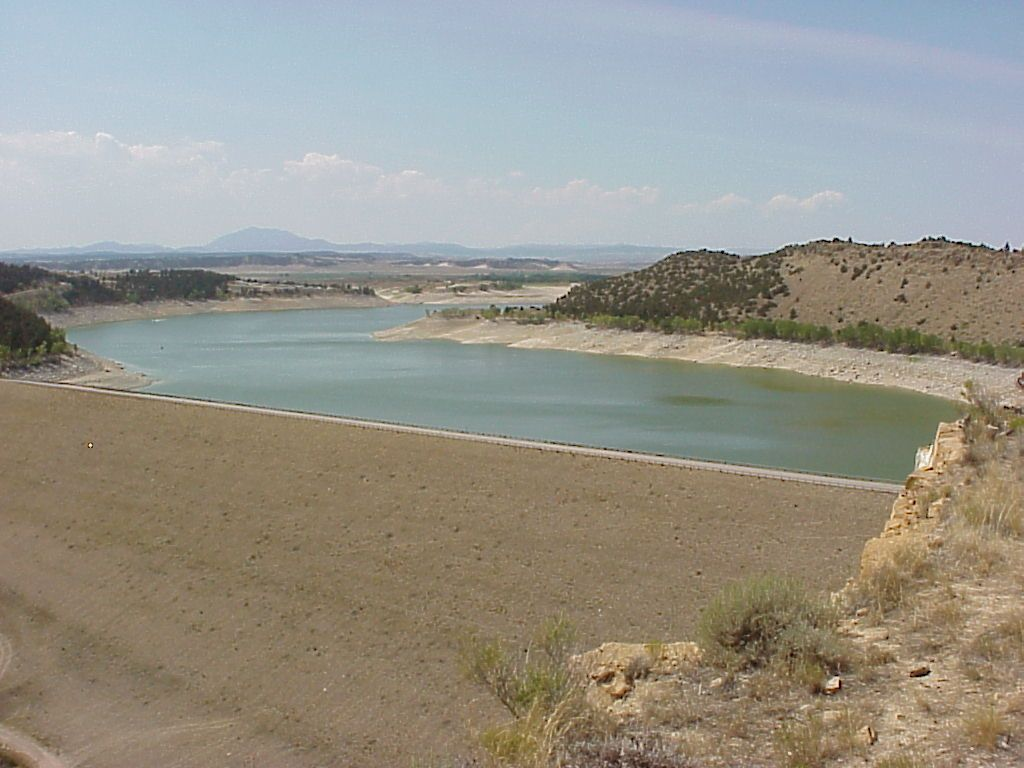
Glendo Reservoir vom Glendo Dam

Der Glendo State Park liegt nahe der Ortschaft Glendo, etwa 25 Kilometer südöstlich der Stadt Douglas im Platte County im Südosten von Wyoming auf 1528 Meter über dem Meer. Der North Platte River, der sich im Nordwesten des Parks seinen Weg durch eine Sandsteinformation mit engen Schluchten geformt hat, wird im Süden des Parks vom Glendo Dam aufgestaut und bildet dort das Glendo Reservoir. Der Park kann über die Interstate 25 gut erreicht werden.

## Geschichte
Im 18. Jahrhundert kamen die Arapaho und Cheyenne in den Südwesten von Wyoming in das North Platte River Basin. Die Oglala- und Brulé-Sioux wanderten um 1830 aus South Dakota in diese Region. Die Ringe der Tipis können noch heute im Park und seiner Umgebung gefunden werden, viele Spuren der Indianer sind aber inzwischen vom aufgestauten Wasser des Reservoirs überflutet.
Bevor der Damm errichtet wurde, wurde das fruchtbare Land des Talkessels von den ersten Farmern für Landwirtschaft genutzt, die unter anderem Kartoffeln hier angebaut haben.

## Glendo Reservoir
Der Glendo State Park bietet ein Naherholungsgebiet am Stausee. Man kann dort angeln, segeln, Motorboot fahren, Wasserski laufen und andere Wassersportarten betreiben. In dem Reservoir wurden zahlreiche Fische, die zum Teil Rekordgröße aufwiesen, gefangen. Im Reservoir leben vor allem Barsche, amerikanische Zander und Welse, im oberliegenden Fluss gibt es Forellen und Welse. Auf der Westseite des Reservoirs sind ausgedehnte Sandstrände mit Dünen und vielen Bademöglichkeiten vorhanden, die auch mit dem Auto gut erreicht werden können.

## Glendo Dam
Der Glendo Dam wurde zwischen 1954 und 1958 erbaut und hat eine Länge von 639 Metern und eine Höhe von 58 Metern. Mit zwei Francis-Turbinen können im nahegelegenen Wasserkraftwerk aus einem maximalen Durchfluss von 370 m3 pro Sekunde bis zu 38 Megawatt Strom erzeugt werden.

## Touristische Nutzung
Der Park ist mit befestigten Wegen, Picknickplätzen mit Tischen und Grill sowie öffentlichen Toiletten ausgestattet. Sieben Campingplätze mit ungefähr 420 Plätzen und sechs Rampen für Boote sind vorhanden. Am zwei Kilometer langen Sandstrand ist das Kampieren im Zelt gestattet. Eine kleine Marina und ein Hotel runden das Angebot ab. Der Eintritt in den Park ist kostenpflichtig.